# Pallacanestro Varese 1966-1967
Nel Campionato 1966-67 la Pallacanestro Varese torna ad essere allenata da Vittorio Tracuzzi, di rientro dall'esperienza cagliaritana. Il presidente, Edoardo Bulgheroni è dimissionario, in segno di protesta contro la decisione della Federazione Italiana Pallacanestro dell'anno precedente di assegnare lo scudetto a Milano a seguito del caso di Tony Gennari. Giovanni Borghi nomina al suo posto Adalberto Tedeschi, che resterà alla guida della squadra fino al 1972.
All'inizio degli allenamenti pre-campionato Toby Kimball accetta il nuovo contratto, che viene però sciolto da Borghi il giorno successivo, quando la moglie del giocatore si presenta a Comerio, sede della Ignis per discutere un aumento di stipendio. Il giocatore rientra negli Stati Uniti dove giocherà nei Boston Celtics.
Diversi i cambiamenti nell'organigramma; partono Giovanni Gavagnin e Remo Maggetti per la Ignis Sud Napoli, altra squadra di proprietà di Borghi, mentre Gennari, utilizzabile in campionato, viene colpito da esaurimento nervoso, costringendo la dirigenza ad ingaggiare un nuovo straniero, Stan McKenzie. In questo campionato esordisce, il 27 novembre 1966, Dino Meneghin.
Il campionato si conclude con il secondo posto, alle spalle di Milano; 1793 i punti segnati, 1512 quelli subiti. Miglior realizzatore McKenzie con 518 punti.
In Coppa Intercontinentale la squadra perde la finale che si tiene a Roma, contro gli statunitensi dell'Akron Wingfoots.
La prima edizione della Coppa delle Coppe viene vinta da Varese, in un doppio scontro casalingo ed esterno, contro gli israeliani del Maccabi Tel Aviv.

## Rosa 1966/67
- Enrico Bovone
- Sauro Bufalini
- Giambattista Cescutti
- Ottorino Flaborea
- Pierangelo Gergati
- Roberto Gergati
- Stan McKenzie
- Dino Meneghin
- Maurizio Ossena
- Massimo Villetti
- Paolo Vittori
  - Allenatore
- Vittorio Tracuzzi

## Statistiche
| COMPETIZIONE            | GIOCATE | VINTE | PERSE | F    | S    | PIAZZAMENTO |  |
| CAMPIONATO              | 22      | 17    | 5     | 1793 | 1513 | 2           |  |
| TORNEI E AMICHEVOLI     | 21      | 12    | 9     | 1714 | 1660 | -           |  |
| COPPA INTERCONTINENTALE | 2       | 1     | 1     | 151  | 148  | 2           |  |
| COPPA COPPE             | 8       | 7     | 1     | 593  | 512  | VINCITRICE  |  |

## Fonti
- "Pallacanestro Varese 50 anni con voi" di Augusto Ossola
- "La Pallacanestro Varese" di Renato Tadini